# Walter Winterbottom
Walter Winterbottom (Oldham, 1913. január 31. – Guildford, 2002. február 16.), angol labdarúgó, edző.

## Pályafutása
Játékosként 1936-tól 1938-ig a Manchester United játékosa volt, melynek színeiben összesen 26 alkalommal lépett pályára.
Az angol labdarúgó-válogatott szövetségi kapitánya volt 1947 és 1963 között. Négy világbajnokságon irányította a háromoroszlános gárdát (1950, 1954, 1958, 1962).
Az 1952. évi nyári olimpiai játékokon részt vevő brit olimpiai válogatottnak szintén ő volt az edzője.